# 어빙 G. 솔버그 기념상
어빙 G. 탤버그 기념상(Irving G. Thalberg Memorial Award)은 아카데미상 수상의 하나이다. 1930년 초 현재 할리우드를 견인하고 현재 미국의 영화 제작 시스템을 구축한 MGM의 수완 프로듀서, 어빙 솔버그의 업적을 기념하고, 제 10회 (1937년)에서 수여 시작된 특별상으로 영화 산업에 놀라운 기록을 세운 프로듀서를 대상으로 수상자가 선정된다. 그러나 오랜 기간 오락성이 뛰어난 작품을 많이 발표하고, 흥행적으로도 뛰어난 업적을 남겼지만, 아카데미상은 받지 못하는 영화 감독에 보내지게 일종의 유감상적인 의미가 강해지고 갔다.